# Hutnik Kraków
A Hutnik Kraków egy labdarúgócsapat a lengyelországi Krakkó Nowa Huta nevű városrészében. Jelenleg a lengyel 3. Ligában szerepel.

## Története

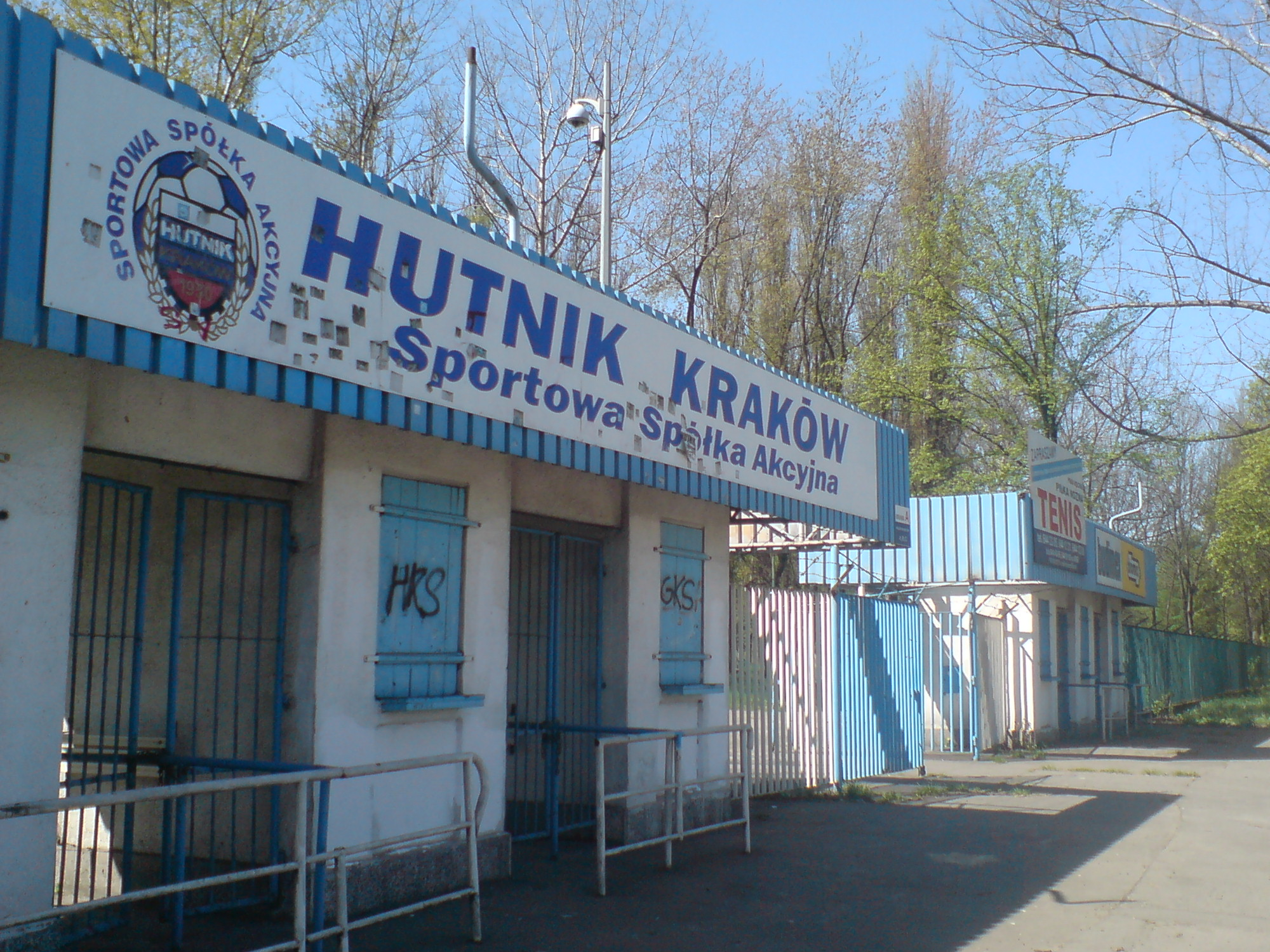
A Hutnik stadionjának bejárata

A sportegyesületet 1950-ben alapították Krakkó frissen felépített új városrészében, Nowa Hutában Stal Nowa Huta néven. Az együttes a Krakkói Körzeti Bajnokságban indult.
Nevét a városrészt fémjelző kohóról kapta, hiszen a Stal a lengyelben acélt jelent. A csapat 1956-ban vette fel a Hutnik Nowa Huta nevet. (Hutnik = Kohász) 1984 óta Hutnik Kraków néven szerepel.
A Hutnik az 1990/91-es szezonban szerepelt történetében először a lengyel 1. Ligában. Az 1995/96-os idényben a 3. helyet szerezte meg, ezáltal a következő szezonban indulhatott az UEFA-kupában is.
UEFA-kupa eredményei (1996/97):
- Hutnik Kraków – Chazri Buzowna Baku 9:0 (2:0)
- Chazri Buzowna Baku – Hutnik Kraków 2:2 (2:1)
- Sigma Olomouc – Hutnik Kraków 1:0 (0:0)
- Hutnik Kraków – Sigma Olomouc 3:1 (2:1)
- Hutnik Kraków – AS Monaco 0:1 (0:0)
- AS Monaco – Hutnik Kraków 3:1 (1:1)

## Sikerei
- 3. hely a lengyel 1. Ligában (1995/96)
- UEFA-kupa induló (1996)
- Lengyel Kupa elődöntős (1989/90)